# Les estacions de l'amor
Les estacions de l'amor (títol original en francès, Climats; també coneguda com a Les Orages de la passion) és un telefilm francès inspirat en la novel·la homònima d'André Maurois i dirigida per Caroline Huppert. Es va estrenar el 8 de gener de 2012 a TSR2, i el 14 del mateix mes a France 3. S'ha doblat al català per TV3.

## Repartiment
- Yannick Renier: Philippe Marcenat[5]
- Raphaëlle Agogué: Odile Malet
- Ludmila Mikaël: Tante Cora
- Macha Méril: Henriette Marcenat
- Philippe Laudenbach: Edmond Marcenat
- Agathe Bonitzer: Isabelle Cheverny
- Aurore Paris: Misa
- Alain Libolt: senyor Malet
- Amandine Dewasmes: Renée
- Stanislas Merhar: François Crozant